# Sahib II Giray
Sahib II Giray, född 1726, död 1807, var Krimkhanatets khan mellan 1771 och 1775. 